# Русская парусная неделя Volvo
Регата «Open Sailing Week» — недельная парусная регата на яхтах для любителей парусных гонок. Регата проводится на Средиземном море дважды в год (в мае и октябре), начиная с 2007 года. Всего проведено тридцать четыре регаты.
Главное отличие регаты Вольво от других в том, что принять участие в ней может любой желающий вне зависимости от наличия опыта хождения на яхте. Девиз регаты — «опыт не требуется». За десять лет своего существования, регата Volvo, открыла двери в мир парусных гонок для нескольких тысяч человек.

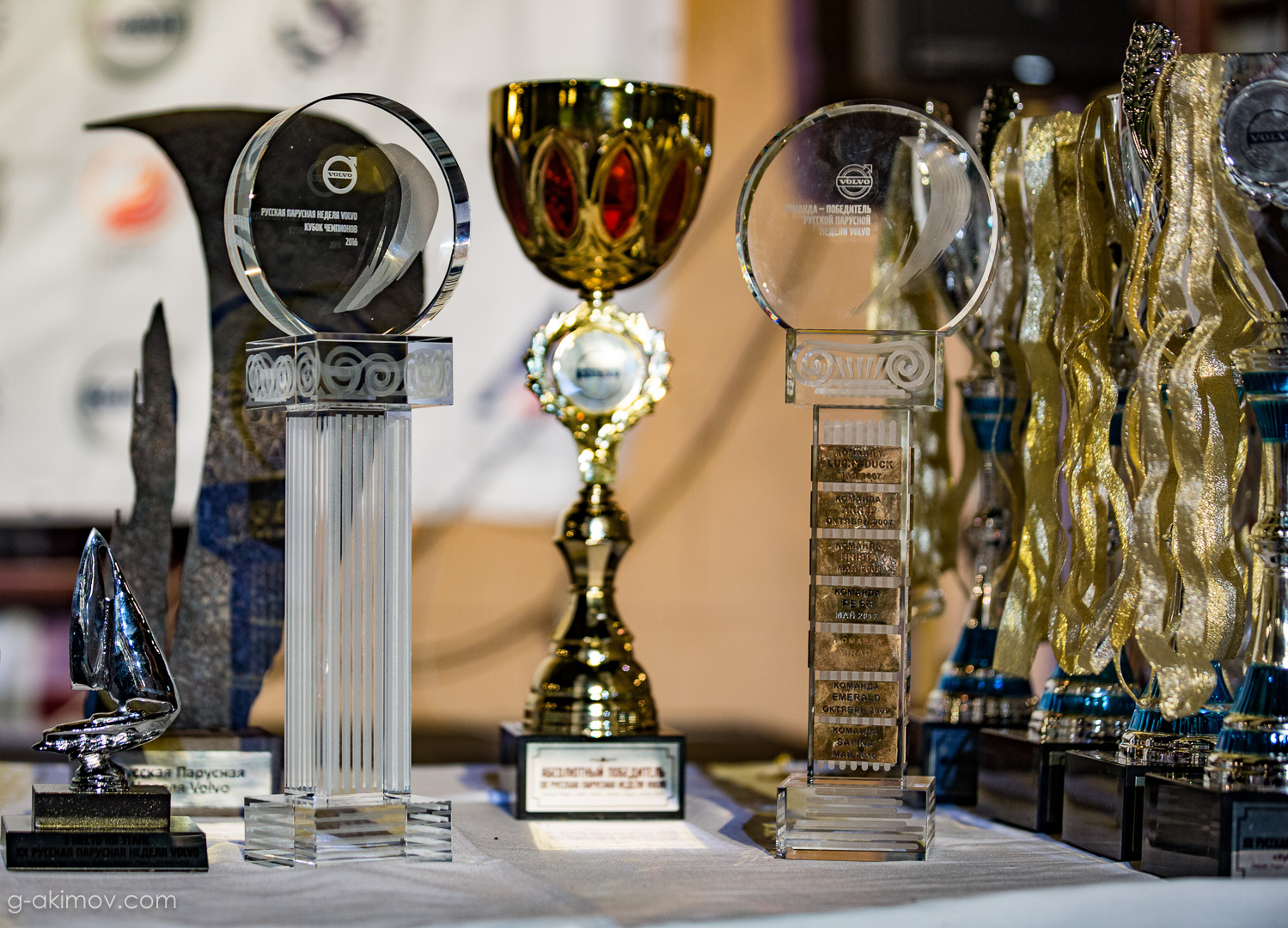
Кубки регаты Volvo. Справа хрустальный приз на котором на бронзовых табличках пишут имена победителей. На заднем плане кубок дивизиона владельцев.

## История
Регата проводится АНО «Русский Яхтенный Центр» совместно с австрийской компанией «Global Regata Events» в территориальных водах Турции и Греции на чартерных яхтах, как правило на яхтах Bavaria 46, разделенных на три четыре гоночных дивизиона. Партнером регаты выступает Gocek Yacht Club. В регате также существует дивизион частных лодок, в котором определение победителя происходит с использованием мерительного свидетельства IRC.
Первая регата прошла в мае 2007 года по маршруту Фетхие — Мармарис. В первой регате регате принимало участие 14 экипажей. На протяжении всех лет существования регаты до февраля 2022 года, генеральным партнером регаты выступала компания Volvo Car Russia. С мая 2022 года, произошел ребрендинг регаты в новое название «Open Sailing Week».
Регата проводится по правилам парусных гонок (зачёт флота) со спинакерами. Зачёт результатов ведется по дивизионам, а также в общем зачёте. Победитель общего зачёта получает переходящий хрустальный кубок. Начиная с девятой регаты в регате формируется отдельный дивизион Open Race для владельцев яхт и участников на гоночных яхтах. Победители этого зачёта получают отдельный переходящий кубок.
Дважды победители регаты в общем зачёте всем экипажем выезжали на старт парусной гонки Volvo Ocean Race в Аликанте.
В юбилейной двадцатой регате проводился специальный розыгрыш «Кубка чемпионов регаты Volvo» среди предыдущих её победителей. Копию хрустального переходящего кубка получил экипаж шкипера Константина Назаренко. В следующий раз победители регаты Volvo сойдутся в битве за этот приз лишь в 2026 году.
В шестой регате в качестве почетного гостя принимал участие Ян Волкер — победитель кругосветной регаты Volvo Ocean Race, также проходящей под эгидой компании Volvo.
На десятой регате состоялся концерт Алексея Романова (гр. Воскресенье).
На четырнадцатой регате состоялся концерт Андрея Заблудовского (гр. Секрет).
На двадцать второй регате впервые состоялся концерт классической музыки. В бухте Капи Крик под звездным небом прозвучали фортепьянные произведения Шопена, Глюка, Рахманинова.
Самая крупная регата Volvo прошла в октябре 2023 года. В регате принимало участие 54 экипажа, 430 человек.

## Результаты
| п/н | год  | месяц   | страна | экипажей       | капитан — победитель | победитель гоночного дивизиона |
| --- | ---- | ------- | ------ | -------------- | -------------------- | ------------------------------ |
| 1   | 2007 | май     | Турция | 14             | Павел Абрамов        | зачёт не проводился            |
| 2   | 2007 | октябрь | Турция | 19             | Сидоренко Федор      | зачёт не проводился            |
| 3   | 2008 | май     | Турция | 25             | Филиппов Валерий     | зачёт не проводился            |
| 4   | 2008 | октябрь | Турция | 18             | Темес Надежда        | зачёт не проводился            |
| 5   | 2009 | май     | Турция | 25             | Пирогов Дмитрий      | зачёт не проводился            |
| 6   | 2009 | октябрь | Турция | 24             | Ясиновский Станислав | зачёт не проводился            |
| 7   | 2010 | май     | Турция | 25             | Терехов Роман        | зачёт не проводился            |
| 8   | 2010 | октябрь | Турция | 26             | Вилюха Ян            | зачёт не проводился            |
| 9   | 2011 | май     | Турция | 34             | Кузьмин Максим       | Вилюха Ян                      |
| 10  | 2011 | октябрь | Турция | 31             | Мищенко Михаил       | Дедюшко Сергей                 |
| 11  | 2012 | май     | Турция | 30             | Голованов Сергей     | Арбузов Андрей                 |
| 12  | 2012 | октябрь | Турция | 28             | Савенко Павел        | Арутюнян Вартан                |
| 13  | 2013 | май     | Греция | 30             | Зарицкий Дмитрий     | Виктор Захаров                 |
| 14  | 2013 | октябрь | Турция | 27             | Зарицкий Дмитрий     | Яковлев Александр              |
| 15  | 2014 | май     | Турция | 28             | Захаров Виктор       | Бородинов Сергей               |
| 16  | 2014 | октябрь | Турция | 17             | Ясиновский Станислав | зачёт не проводился            |
| 17  | 2015 | май     | Греция | 24             | Невский Владимир     | Лебедев Сергей                 |
| 18  | 2015 | октябрь | Турция | 18             | Горбунов Павел       | Любовь Черенкова               |
| 19  | 2016 | май     | Греция | 24             | Константин Назаренко | Игорь Буковский                |
| 20  | 2016 | октябрь | Греция | 25             | Константин Гума      | Любовь Черенкова               |
| 21  | 2017 | май     | Турция | 16             | Арсен Магомедов      | Любовь Черенкова               |
| 22  | 2017 | октябрь | Турция | 23             | Константин Назаренко | Влас Кадетов                   |
| 23  | 2018 | май     | Турция | 45             | Владимир Невский     | Андрей Арбузов                 |
| 24  | 2018 | октябрь | Турция | 22             | Сергей Голованов     | Игорь Буковский                |
| 25  | 2019 | май     | Турция | 36             | Максим Софель        | Феликс Файнберг                |
| 26  | 2019 | октябрь | Турция | 28             | Роман Терехов        | Игорь Буковский                |
|     | 2020 | май     | Турция | не проводилась | из-за пандемии COVID | из-за пандемии COVID           |
| 27  | 2020 | октябрь | Турция | 40             | Денис Шари           | Игорь Буковский                |
| 28  | 2021 | октябрь | Турция | 54             | Андрей Морозов       |                                |
| 29  | 2022 | май     | Турция | 30             | Максим Таранов       | Александр Рачевский            |
| 30  | 2022 | октябрь | Турция |                | Павел Горбунов       | Игорь Рытов                    |
| 31  | 2023 | май     | Турция |                | Максим Таранов       | Михаил Кадетов                 |
| 32  | 2023 | октябрь | Турция |                | Дмитрий Овсянников   | Сергей Мусихин                 |
| 33  | 2024 | май     | Турция | 36             | Андрей Морозов       | Максим Таранов                 |
| 34  | 2024 | октябрь | Турция | 49             | Андрей Новиков       | Александр Рачевский            |
| 35  | 2025 | май     | Турция | 29             | Андрей Пушкин        | зачет не проводился            |
| 36  | 2025 | октябрь | Турция |                |                      |                                |

### СМИ о регате Volvo
- Lenta.ru о 19 регате
- Большой спорт о регате
- BFM.ru о регате
- Всероссийская федерация парусного спорта о 19 регате
- РИА Новости о регате
- Geometria.ru о регате
- Lenta.ru о 21 регате
- Lenta.ru о 22 регате
- BigPicture о 22 регате
- РБК о 28 регате
- National Geographic о 28 регате
- Вокруг Света о 28 регате